# Esercito degli Emirati Arabi Uniti
L'esercito degli Emirati Arabi Uniti (in arabo القوات البرية الإماراتية‎?, al-Quwwāt al-Barriyya al-Imārātiyya) è la componente terrestre delle Forze armate degli Emirati Arabi Uniti.

## Storia
La prima forza militare organizzata negli Stati della Tregua erano i Trucial Oman Levies, costituiti nel 1951 e riorganizzati nel 1956 in Trucial Oman Scouts. Questa forza locale iniziò ad essere integrata dagli eserciti dei vari emirati a partire dal 1965, a cominciare dalle Forze di Difesa di Abu Dhabi. Nel 1971, alla formazione degli Emirati Arabi Uniti, i Trucial Oman Scouts sono stati consegnati al neonato Stato e hanno costituito il primo nucleo delle nuove forze armate emiratine. Inizialmente ciascuno dei sette emirati era responsabile della formazione e dell'equipaggiamento delle proprie forze armate. Nel 1976, quando sono state costituite le Forze armate degli Emirati Arabi Uniti, le forze armate degli emirati sono state poste sotto il comando del governo. Il Quartier Generale delle forze armate emiratine è stato stabilito ad Abu Dhabi.
Il primo intervento dell'esercito emiratino avvenne sul confine tra gli emirati di Sharja e Fujaira nel febbraio 1973 per rispondere a un conflitto tra gruppi di beduini per il controllo di un'area contesa.
Tra ottobre 1973 e gennaio 1974 e tra novembre 1974 e aprile 1975, durante la guerra del Dhofar, uno squadrone di fanteria venne stanziato a Sohar, in Oman, per rinforzare la gendarmeria omanita nella provincia di Dhofar.
Il 6 maggio 1976 i governanti degli emirati concordarono di unificare le varie forze armate sotto un'unica forza armata centrale.
Tra il 1977 e il 1979 le forze armate emiratine hanno inviato 750 soldati nella Forza Araba di Dissuasione in Libano.
Durante la Guerra del Golfo l'esercito emiratino, insieme all'aeronautica, è stato coinvolto in operazioni di combattimento contro le forze irachene.
Da gennaio 1993 ad aprile 1994 l'esercito emiratino ha dispiegato 640 uomini su quattro rotazioni nell'UNITAF e nell'UNOSOM II.
Tra il 1999 e il 2001 l'esercito emiratino ha partecipato con circa 1 500 uomini complessivi alla Kosovo Force.
Gli Emirati Arabi Uniti e il loro esercito hanno preso parte all'International Security Assistance Force e all'Operazione Sostegno Risoluto.
L'esercito emiratino è intervenuto nella guerra civile dello Yemen a supporto del governo di Hadi e contro gli Huthi. Le truppe emiratine hanno assistito le forze anti-Huthi nella riconquista di Aden e della base aerea di Al-Anad. Dopo che il 4 settembre 2015 un attacco missilistico ha ucciso 52 soldati emiratini, gli Emirati Arabi Uniti hanno inviato in Yemen un'intera brigata corazzata.
Il 3 maggio 2018 gli Emirati Arabi Uniti hanno inviato più di 100 soldati supportati da artiglieria e veicoli corazzati nell'arcipelago di Socotra senza informare il governo yemenita. Dopo lo sbarco, le forze emiratine hanno espulso i soldati yemeniti di stanza e la bandiera degli Emirati Arabi Uniti è stata issata sopra alcuni edifici governativi di Hadibu.

## Organizzazione
L'esercito emiratino è organizzato in 9 brigate:
- Brigata della Guardia Reale
- 2 brigate corazzate
- 3 brigate meccanizzate
- 2 brigate di fanteria
- 1 brigata di artiglieria

Altre due brigate meccanizzate sono stanziate nell'Emirato di Dubai ma non appartengono all'esercito.

## Equipaggiamento

### Armi individuali
| Modello              | Immagine | Tipo                   | Calibro              | Origine             | Note    |
| Pistole              | Pistole  | Pistole                | Pistole              | Pistole             | Pistole |
| -------------------- | -------- | ---------------------- | -------------------- | ------------------- | ------- |
| Caracal              |          | Pistola semiautomatica | 9 × 19 mm Parabellum | Emirati Arabi Uniti | [ 6 ]   |
| SIG Sauer P226       |          | Pistola semiautomatica | 9 × 19 mm Parabellum | Svizzera Germania   |         |
| SIG Sauer P320       |          | Pistola semiautomatica | 9 × 19 mm Parabellum | Svizzera Germania   |         |
| Fucili d'assalto     |          |                        |                      |                     |         |
| M16A4                |          | Fucile d'assalto       | 5,56 × 45 mm NATO    | Stati Uniti         |         |
| M4                   |          | Fucile d'assalto       | 5,56 × 45 mm NATO    | Stati Uniti         |         |
| CAR 816              |          | Fucile d'assalto       | 5,56 × 45 mm NATO    | Emirati Arabi Uniti | [ 7 ]   |
| T91                  |          | Fucile d'assalto       | 5,56 × 45 mm NATO    | Taiwan              | [ 8 ]   |
| Mitragliatrici       |          |                        |                      |                     |         |
| FN Minimi            |          | Mitragliatrice leggera | 5,56 × 45 mm NATO    | Belgio              | [ 9 ]   |
| Browning M2          |          | Mitragliatrice pesante | 12,7 × 99 mm NATO    | Stati Uniti         |         |
| Fucili di precisione |          |                        |                      |                     |         |
| CSR 308              |          | Fucile di precisione   | .308 Winchester      | Emirati Arabi Uniti |         |
| CSR 338              |          | Fucile di precisione   | .338 Lapua           | Emirati Arabi Uniti |         |
| Barrett M107         |          | Fucile anti-materiale  | 12,7 × 99 mm NATO    | Stati Uniti         |         |
| CSR 50               |          | Fucile anti-materiale  | 12,7 × 99 mm NATO    | Emirati Arabi Uniti | [ 10 ]  |
| Lanciagranate        |          |                        |                      |                     |         |
| M203                 |          | Lanciagranate          | 40 mm                | Stati Uniti         |         |
| Armi anticarro       |          |                        |                      |                     |         |
| Carl Gustav M3       |          | Cannone senza rinculo  | 84 mm                | Svezia              |         |

### Artiglieria
| Modello              | Immagine  | Calibro       | Origine       | In servizio | Note                                             |
| Semoventi            | Semoventi | Semoventi     | Semoventi     | Semoventi   | Semoventi                                        |
| -------------------- | --------- | ------------- | ------------- | ----------- | ------------------------------------------------ |
| Denel G6             |           | 155 mm        | Sudafrica     | 78          |                                                  |
| M109A3               |           | 155 mm        | Stati Uniti   | 85          |                                                  |
| Obici                |           |               |               |             |                                                  |
| L118 Light Gun       |           | 105 mm        | Regno Unito   | 73          |                                                  |
| Type 59              |           | 130 mm        | Cina          | 20          |                                                  |
| AH4                  |           | 155 mm        | Cina          | >6          | Almeno 6 ricevuti a partire dal 2019.            |
| Lanciarazzi multipli |           |               |               |             |                                                  |
| SR-5                 |           | 122 mm        | Cina          |             | [ 14 ]                                           |
| M142 HIMARS          |           | 227 mm        | Stati Uniti   | 12          | 12 acquistati nel 2014.                          |
| K239 Chunmoo         |           | 239 mm        | Corea del Sud | ~12         | Acquistati nel 2021.                             |
| AR3                  |           | 300 mm 370 mm | Cina          |             | Acquistati nel 2023.                             |
| Mortai               |           |               |               |             |                                                  |
| L16 81 mm            |           | 81 mm         | Regno Unito   |             |                                                  |
| RG-31 Agrab          |           | 120 mm        | Sudafrica     | 96          | 72 acquistati nel 2011 e 24 acquistati nel 2016. |

### Veicoli
| Modello                                 | Immagine     | Tipo                          | Origine                     | In servizio  | Note |
| Carri armati                            | Carri armati | Carri armati                  | Carri armati                | Carri armati | Carri armati |
| --------------------------------------- | ------------ | ----------------------------- | --------------------------- | ------------ | --- |
| Leclerc                                 |              | Carro armato da combattimento | Francia                     | 268          | 388 acquistati nel 1993 e consegnati tra il 1994 e il 2003. 80 donati alla Giordania nel 2020.                   |
| FV101 Scorpion                          |              | Carro armato leggero          | Regno Unito                 | 76           | |
| Veicoli da ricognizione                 |              |                               |                             |              | |
| Panhard AML-90                          |              | Veicolo da ricognizione       | Francia                     | 49           | |
| Veicoli da combattimento della fanteria |              |                               |                             |              | |
| FNSS ACV-15                             |              | IFV                           | Stati Uniti Turchia         | 136          | |
| BMP-3                                   |              | IFV                           | Russia                      | ~600         | Circa 600 consegnati tra il 1992 e il 2000.                                                                      |
| Otokar-Al Jasoor Rabdan                 |              | IFV                           | Turchia Emirati Arabi Uniti | ~400         | Acquistati nel 2016 e in servizio dal 2019.                                                                      |
| Veicoli trasporto truppe                |              |                               |                             |              | |
| EE-11 Urutu                             |              | APC                           | Brasile                     | 120          | |
| Patria AMV                              |              | APC                           | Finlandia                   | 45           | 40 acquistati nel 2016 con un'opzione per altri 50 esemplari.                                                    |
| Nimr Jais                               |              | APC                           | Emirati Arabi Uniti         |              | 1 500 4×4 e 6×6 acquistati nel 2017.                                                                             |
| Panhard VBL                             |              | IMV                           | Francia                     | 24           | |
| Nimr Ajban                              |              | IMV                           | Emirati Arabi Uniti         |              | 115 Abjan 440A acquistati nel 2017.                                                                              |
| Nimr Hafeet                             |              | IMV                           | Emirati Arabi Uniti         |              | 150 Hafeet 630A acquistati nel 2017.                                                                             |
| International MaxxPro                   |              | MRAP                          | Stati Uniti                 | >3 000       | |
| Oshkosh M-ATV                           |              | MRAP                          | Stati Uniti                 | ~650         | 55 acquistati nel 2011 e 750 nel 2012. Altri acquistati di seconda mano dagli Stati Uniti tra il 2014 e il 2020. |
| RG-31 Nyala                             |              | MRAP                          | Sudafrica                   |              | Alcuni donati alla Somalia nel 2015.                                                                             |
| BAE Caiman                              |              | MRAP                          | Stati Uniti                 | ~460         | |
| Veicoli per usi speciali                |              |                               |                             |              | |
| ACV-AESV                                |              | Veicolo del genio             | Stati Uniti Turchia         | 53           | |
| BREM-L                                  |              | Veicolo corazzato da recupero | Russia                      | 85           | |
| Leclerc DNG                             |              | Veicolo corazzato da recupero | Francia                     | 46           | |
| International MaxxPro MRV               |              | Veicolo corazzato da recupero | Stati Uniti                 | 15           | |
| TPz Fuchs 2                             |              | Veicolo da ricognizione NBCR  | Germania                    | 32           | |
| THeMIS                                  |              | Unmanned ground vehicle       | Estonia                     |              | 40 acquistati nel 2024.                                                                                          |
| Autocarri                               |              |                               |                             |              | |
| Tatra 815                               |              | Autocarro                     | Rep. Ceca                   |              | [ 31 ] |
| MZKT-600103                             |              | Autocarro                     | Bielorussia                 |              | [ 32 ] |
| MZKT-600203                             |              | Autocarro                     | Bielorussia                 |              | [ 32 ] |
| Oshkosh M1070                           |              | Trattore stradale             | Stati Uniti                 |              | [ 33 ] |
| MZKT-741351                             |              | Trattore stradale             | Bielorussia                 |              | [ 32 ] |

### Missili
| Modello           | Immagine          | Tipo                             | Origine           | Note              |
| Missili anticarro | Missili anticarro | Missili anticarro                | Missili anticarro | Missili anticarro |
| ----------------- | ----------------- | -------------------------------- | ----------------- | ----------------- |
| FGM-148 Javelin   |                   | Missile a guida infrarossa       | Stati Uniti       | [ 34 ]            |
| Kornet-E          |                   | Missile a guida laser            | Russia            | [ 35 ]            |
| Missili balistici |                   |                                  |                   |                   |
| MGM-140 ATACMS    |                   | Missile balistico a corto raggio | Stati Uniti       | [ 36 ]            |